# Temperatura de Burns
La Temperatura de Burns, Td o TB, és la temperatura a partir de la qual un material ferroelèctric en estat paraelèctric, comença a presentar a l'atzar nanoregions polaritzades. La temperatura de Burns, anomenada així pel físic Gerald Burns, el qual va estudiar aquest fenomen amb la col·laboració de Frank H. Dacol i no està del tot ben entesa.